# Phyllyphanta angulifera
Phyllyphanta angulifera är en insektsart som först beskrevs av Walker 1858.  Phyllyphanta angulifera ingår i släktet Phyllyphanta och familjen Flatidae. Inga underarter finns listade i Catalogue of Life.